# Chimalpopoca
Chimalpopoca byl aztécký vládce, který vládl v letech 1417–1427. Jeho jméno v jazyce nahuatl znamená Kouřící štít. Narodil se asi roku 1397.
O jeho smrti se vyprávějí různé verze. Některé prameny uvádějí, že zemřel ve vězení. Jiné říkají, že byl zavražděn svým strýcem Izcóatlem, když se jednou vracel do Tenochtitlánu. Itzcóatl po něm nastoupil na trůn.